# Côte d'Or II
Pour les articles homonymes, voir Côte-d'Or (homonymie).
Le Côte d'Or II est un trimaran, réalisé à partir de la coque centrale du trimaran Paul Ricard et mis à l'eau en septembre 1986. C'est le dernier bateau d'Eric Tabarly.

## Genèse et caractéristiques

### Modification duPaul Ricard
Côte d'or II n'est autre que la modification de l'ancien Paul Ricard par Éric Tabarly, qui ne possède pas les fonds suffisants pour construire un foiler hauturier neuf. La coque centrale en aluminium du Paul Ricard (16,5 m) est rallongée par le milieu à l'aide d'une jupe longue, et la longueur de la coque centrale passa à 22,85 m. Les travaux sont menés à Lorient, aux chantiers de la Perrière. La volonté persistante de Tabarly de créer un voilier pour la haute mer est une idée qu'il a dès 1975 et qui aboutit finalement avec ce trimaran en 1986, avec l'aide de l'architecte Xavier Joubert. Seuls la coque en aluminium et le safran de Paul Ricard sont conservés pour Côte d'Or II.

### Spécifications deCôte d'Or II
Le mât est maintenu à l'aide de bastaques, qu'il faut donc régler à chaque changement d'amure.
Les bras de liaison de la coque aux flotteurs, les flotteurs, les foils sont en matériaux composites, ce qui leur confère une grande souplesse. Ainsi, avec une partie centrale très rigide et de petits flotteurs plus souples, le bateau peut atteindre de grandes vitesses, même dans de mauvaises conditions de mer. Éric Tabarly serait parvenu à dépasser les 40 nœuds avec ce trimaran. En navigation il arrive de voir disparaître les flotteurs sous le vent, immergés.

### Innovations technologiques
Les foils à 45° de Côte D’Or II sont équipés d’un volet de bord de fuite ce qui était unique. Ces volets étaient également actionnés par un vérin, commandés depuis le cockpit, ce qui permettait de modifier leur angle d'incidence et d'augmenter le couple de redressement du bateau ; ainsi avec une surface de toile plus importante le voilier restait tout de même stable.
Une autre invention de Tabarly a également été replacée sur le bateau, le safran est équipé d'une double barre, le plan du safran est conçu en deux parties. Le barreur peut ainsi au choix faire pivoter tout le safran ou seulement sa partie arrière. Ce procédé permet de diminuer les efforts du barreur et d'avoir un contrôle plus fin du voilier.

## Histoire du navire

### Années Tabarly

#### Route du Rhum 1986
Mis à l'eau en septembre, il subit sa première avarie dès novembre avec Éric Tabarly , rompant son flotteur bâbord au cours de la Route du Rhum 1986. Cette course sera un massacre : Vatine entre en collision avec un cargo, Tony Bullimore heurte un OFNI (Objet Flottant non Identifié). Olivier de Kersauson abandonne, Hervé Cléris chavire, Charente Maritime et Jet Services ne finissent pas non plus. Après Côte d'Or II, Dominique Marsaudon, chavire à son tour dans la tempête. Et Florence Arthaud se déroute pour rechercher Royale II retourné qui dérive sans aucune trace de Loïc Caradec.
Patrick Tabarly, qui se rend aux Antilles à bord de Pen Duick VI, se trouve à 8 miles de Côte D’Or II, et le prendra en remorque. L’avant du flotteur dérive et s'échoue à Perros-Guirec où il est retrouvé.

#### Victoires et casse en 1987
Côte d'Or II est remis à l’eau après réparation en avril 1987. Ainsi réparé, il remporte le grand prix de Brest avec Patrick Tabarly (frère d'Éric Tabarly) à la barre. En mai, Patrick récidive en remportant la course des multicoques de la Trinité/Mer.
En juin, Côte d'Or II reçoit un nouveau mât en carbone et un jeu de voiles neuves. Ce qui lui permet d'être, en juillet, 5e de la course de l’Europe co-skippé par Eric et Patrick Tabarly.
Les deux frères tenteront en octobre La Baule Dakar mais après huit jours de course par une mer est, croisée à un vent de 20 nœuds, alors qu'Eric Tabarly est à la barre sous le spi de tête de 570 m2. Le flotteur bâbord plonge, le bateau pivote et se retourne. Les Tabarly déclenchent leur balise de détresse. Ils passent une dizaine d’heures à califourchon sur la coque centrale avant qu’un bateau de la marine portugaise ne vienne les récupérer.
Repéré par avion le 29 octobre, le bateau est retrouvé par des pécheurs portugais qui le remorquent à Funchal et le pillent de son contenu. Au port, le bateau est remis à l’endroit. Les réparations sont jugées trop onéreuses et Côte d'Or II est mis en vente 2 millions de francs.

### Renaissance
Le Côte d'Or II est racheté par l'informaticien portugais Miguel Subtil en 1988, qui le remet à l'eau en 1995. Il retrouve son mât en 1998. En 2002, le navire vogue rejoindre la Cité de la voile Éric Tabarly avec son propriétaire et Patrick Tabarly à bord. Au terme de ce convoyage le voilier démâte et manque de peu de tuer Patrick Tabarly. Le bateau est sorti de l'eau, et se retrouvera à Lorient et ensuite à Hennebont jusque 2010.
Le skipper Bertrand Quentin récupère le navire et procède avec l'aide d'amis à sa remise en état en essayant de garder le plan de pont d'origine imaginé par Éric Tabarly. Il reçoit l'ancien moteur de Gitana XII, installé par le lycée nautique d'Etel, et des anciennes voiles de l'IDEC de Francis Joyon.
Il est à nouveau amarré à, la Cité de la voile en 2009 et est aligné au départ de la Route du Rhum 2010 skippé par Bertrand Quentin dans la catégorie Ultime, au côté des équipes de Groupama skippé par Franck Cammas, Gitana Team 11, ou Sodébo. Mais au deuxième jour de course, son skipper doit être hélitreuillé à cause d'un malaise cardiaque.

## Inscription en courses
- Novembre 1986 : Route du Rhum, abandon après casse du flotteur.

- Avril 1987 : vainqueur du grand prix de Brest avec Patrick Tabarly.
- Mai 1987 : vainqueur du trophée des multicoques de la Trinité/Mer, avec Patrick Tabarly comme skipper.

- Juillet 1987 : 5e de la course de l’Europe aux mains des frères Tabarly.
- Octobre 1987 : Abandon de la Baule - Dakar.

- Route du Rhum 2010, abandon[3].